# ألفرد بالمر
ألفرد بالمر (بالإنجليزية: Alfred T. Palmer)‏ (و. 1906 – 1993 م) هو مصور أمريكي، توفي عن عمر يناهز 87 عاماً.